# Коврай Второй
Коврай Второй (укр. Коврай Другий) — село в Золотоношском районе Черкасской области Украины.
Население по переписи 2001 года составляло 489 человек. Почтовый индекс — 19722. Телефонный код — 4737.

## Местный совет
19722, Черкасская обл., Золотоношский р-н, с. Коврай Второй

## История
Скорее всего Коврай Второй выделился из Коврая в 1992 году, на картах ранее 1992 года и этого года его нет, несмотря на крупный масштаб, до 1945 года был Коврай-Левада, совпадающий по координатам, в то же время была присоединена Дубина, которая тоже впоследствии вошла в Коврай Второй.